# Chapelle Notre-Dame des Vignères
La Chapelle Notre-Dame des Vignères est un édifice religieux, situé dans le hameau des Vignières, sur la commune de Cavaillon, dans le département français de Vaucluse.

## Histoire
Cette chapelle, de style roman est construite au XIe siècle, proche de l'emplacement d'une ancienne chapelle. Des travaux de réfection ont eu lieu au XIIe siècle, peu de temps après avoir orné le porche, notamment d'un cadran solaire encadré d'une hache. Un agrandissement a eu lieu au XIXe siècle. 
La chapelle est classée au titre des monuments historiques depuis le 8 mars 1982.

## Description

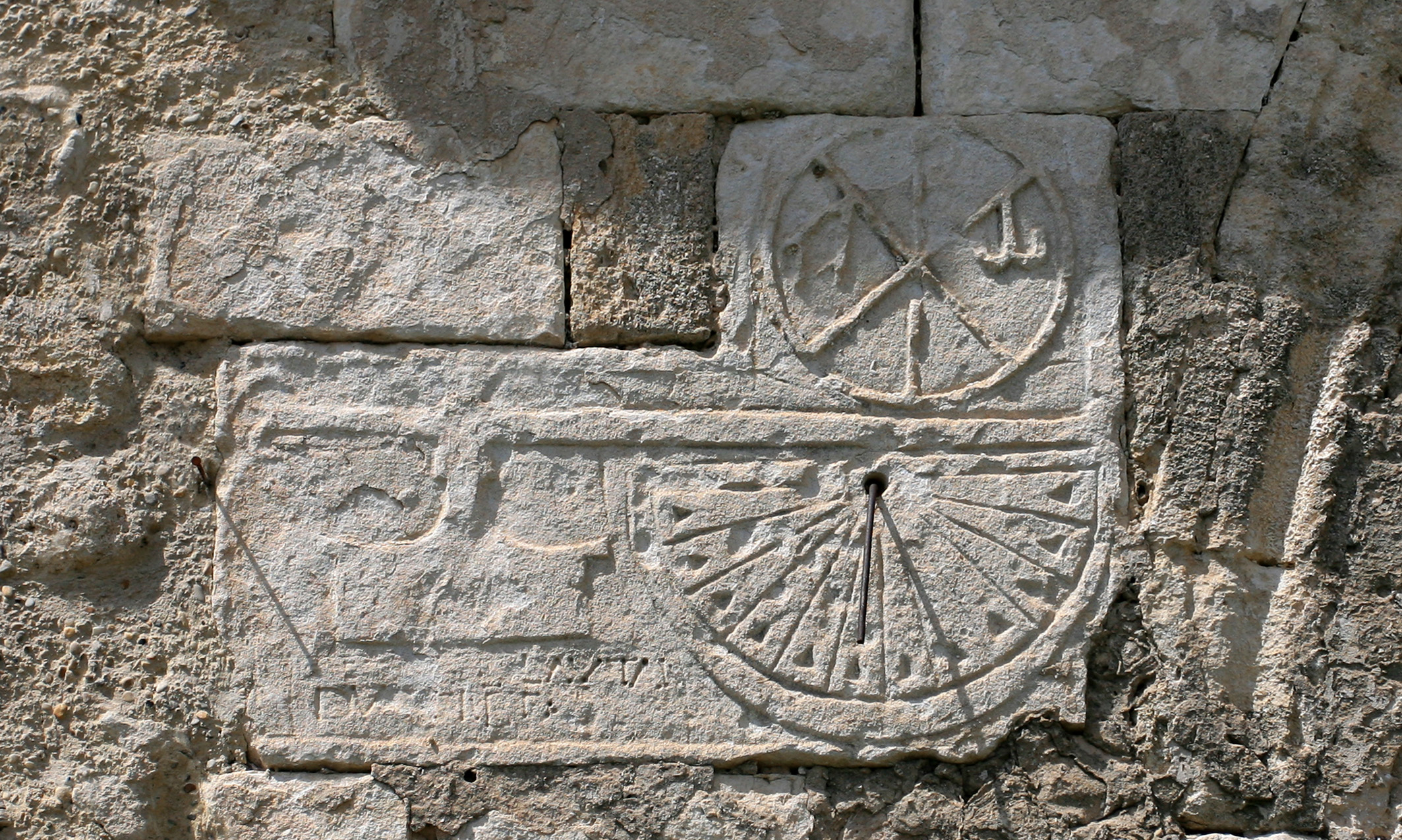
cadran solaire encadré d'une hache du poche

La charpente initiale était en bois. Au XIIe siècle, elle a été remplacée par une charpente voutée en pierre de taille. Elle est soutenue, à l'intérieur, par des colonnes à chapiteaux ornés. Le maître autel est une stèle du dieu Mercure, en réemploi.